# Епархија будимска
Епархија будимска је епархија Српске православне цркве, која обухвата српске православне парохије и манастире у Мађарској, а такође има надлежност и над српским православним општинама у Словачкој и Чешкој. Епархијско седиште се налази  при саборној цркви у Сентандреји, а епархијски архијереј је митрополит Лукијан (Пантелић).

## Историја
Не зна се поуздано када је основана Будимска епархија, претпоставља се да је то било 40-их година 17. века. На то подручје досељавало се српско православно становништво из крајева под управом Турске. Тако је већ 1511. сазидана црква у Коморану, а потом и манастир Грабовац.
После Велике сеобе Срба (1690) око 37 хиљада српских породица нашло се на територији Угарске од тога око 8 хиљада породица у Сентандреји. По одобрењу цара Леополда I дана 4. марта 1695. митрополит Јефтимије Поповић потврђен је у звању будимског епископа. Пуна титула гласила је „епископ будимски, пештански, сентандрејски, стонобеоградски, сечујски, сигетски, мухачопољски”. То је почетак процвата Будимске епархије.
Током 18. века изграђен је велики број храмова у овој епархији, углавном у барокном стилу. У Сентандреји је крајем 19. века било свега 617 православних житеља, а 1924. само 231 се изјаснило као Срби. Због смањења броја православних верника епархија је била принуђена да неке храмове уступи Католичкој цркви, тако да је за неколико деценија изгубила 16 храмова из 18. века.
Будимска епархија обухвата парохије у Мађарској и две у Чешкој. Према подацима из 2002, епархија има два архијерејска намесништва са 39 парохија и 11 свештеника и два манастира, Грабовац и Манастир Српски Ковин. После Другог светског рата, епархија није имала устоличеног епископа него се њом углавном администрирало из Београда, све док 1988. није за епископа постављен владика Данило Крстић. Библиотека Будимске епархије у Сентандреји има преко 9.400 књига. Ту се налази и Српски православни музеј.

## Епископи
Епископи Будимске епархије до сада били су: (непотпун списак)
- Сава (15. век);
- Севастијан I (1643.);
- Севастијан II (†1663);
- Симеон (1649-1664);
- Виктор (1660—1668 и 1680—1684);
- Кирил (1668—1680);
- Евтимије Поповић (1695—1700);

|  | Викентије Поповић-Хаџилавић (1708—1713); |

- Михаило Милошевић (1716—1728);
- Василије Димитријевић (1728—1748);
- Дионисије Новаковић (1749—1767);
- Арсеније Радивојевић (1770—1774);

|  | Софроније Кириловић (1774—1781);  |
|  | Стефан Стратимировић (1786—1790); |

- Дионисије Поповић (1791—1828);
- Стефан Станковић (1829—1834);
- Јустин Јовановић (1834);

|  | Пантелејмон Живковић (1836—1839);                        |
|  | Платон Атанацковић (1839—1851);                          |
|  | Арсеније Стојковић (1852—1892);                          |
|  | Јеремија Мађаревић, епископ будимски 1896, изабран 1895. |
|  | Лукијан Богдановић (1897—1908);                          |
|  | Георгије Зубковић (1913—1951);                           |
|  | Хризостом Војиновић (1951—1952);                         |
|  | Герман Ђорић (1952—1956);                                |

- Арсеније Брадваревић (1960—1963);
- 1951—1988 само администратори епархије;

|  | др Данило Крстић (1988—2002, пре тога администратор епархије 1984—1988); |

- Лукијан Пантелић (од 2002).

Епископ Лукијан такође администрира и Темишварском епархијом.

## Храмови
Храмови и капеле Будимске епархије су сврстани у три Архијерејска намесништва:
- Архијерејско намесништво будимско - Архијерејски намесник: Протојереј Зоран Остојић
- Архијерејско намесништво мохачко - Архијерејски намесник: Јереј Зоран Живић
- Архијерејско намесништво сегединско - Архијерејски намесник: Протојереј-ставрофор Илија Галић

Епархија будимска располаже са 40 храма и 4 капеле. Многи од ових храмова данас су затворени, у местима где Срба има веома мало или их више и нема, али представљају значајно сведочанство о историји Срба у Мађарској.
Парохије у оквиру Архијерских намесништва:
Архијерејско намесништво будимско
- Црква светог Вазнесења Господњег, Српски Алмаш (Rácalmás)
- Црква Рођења Пресвете Богородице, Бата (Százhalombatta)
- Црква светог великомученика Георгија, Будимпешта (Budapest)
- Црква Преноса моштију светог Николе, Пантелија (Dunaújváros)
- Црква Свете Тројице, Дунафелдвар (Dunaföldvár)
- Црква Преноса моштију светог Николе, Ђер (Győr)
- Црква светог арханђела Гаврила, Калаз (Budakalász)
- Црква Преноса моштију светог Николе, Ловра (Lórév)
- Црква Преноса моштију светог Николе, Јегра (Еger)
- Црква светог великомученика Георгија, Помаз (Pomáz)
- Саборна црква Успења Пресвете Богородице, Сентандреја (Szentendre)
- Црква светог Преображења Господњег, Сентандреја (Szentendre)
- Црква Благовештења Пресвете Богородице, Сентандреја (Szentendre)
- Црква светог арханђела Михаила, Сентандреја (Szentendre)
- Црква Рођења светог Јована Крститеља, Стони Београд (Székesfehérvár)
- Црква светог арханђела Гаврила, Чобанац (Csobánka)
- Црква светог Стефана Дечанског, Чип (Szigetcsép)

Архијерејско намесништво мохачко
- Црква Преноса моштију светог Николе, Баја (Baja)
- Црква светог Вазнесења Господњег, Бреме (Beremend)
- Црква Успења Пресвете Богородице, Виљан (Villány)
- Црква свете Петке, Илочац (Illocskа)
- Црква светог Јована Крститеља, Липово (Lippó)
- Црква светог апостола и јеванђелисте Луке, Мађарбоја (Magyarbóly)
- Црква свете Петке, Мајиш (Majs)
- Црква Свете Тројице, Медина (Medina)
- Црква Свете Тројице, Мохач (Mohács)
- Капела светог цара Константина и царице Јелене, Мохач (Mohács)
- Црква Светих апостола Андроника и Јуније, Печуј (Pécs)
- Капела светог Симеона Столпника, Печуј (Pécs)
- Црква светог великомученика Димитрија, Српска Мечка (Erdősmecske)
- Црква Рођења Пресвете Богородице, Сантово (Hercegszántó)
- Црква Преноса моштију светог Николе, Сечуј, (Dunaszekcső)
- Црква светог великомученика Димитрија, Шарок (Sárok)
- Црква светог великомученика Димитрија, Шиклош (Siklós)
- Црква светог великомученика Геогрија, Шумберак (Somberek)

Архијерејско намесништво сегединско
- Црква Рођења Пресвете Богородице, Батања (Battonya)
- Црква Рођења Пресвете Богородице, Вашаршељ (Hódmezővásárhely)
- Капела светог цара Константина и царице Јелене, Вашаршељ (Hódmezővásárhely)
- Црква светог Преображења Господњег, Деска (Deszk)
- Црква Успења Пресвете Богородице, Нови Сентиван (Újszentiván)
- Црква Преноса моштију светог Николе, Сегедин (Szeged)
- Црква Рођења Пресвете Богородице, Сириг (Szőreg)
- Црква светог великомученика Георгија, Чанад (Magyarcsanád)
- Капела свете Катарине, Стони Београд (Székesfehérvár)

Српска православна парохија у Прагу нема свој храм, већ се богослужења врше у православном храму Успења Пресвете Богородице на прашком Олшанском гробљу.
На територији Мађарске укупно има једанаест парохија са активним свештенством, и то су: Бата, Батања, Будимпешта, Деска, Ловра, Мохач, Печуј, Помаз, Сантово, Сегедин и Сентандреја. Свештеници ових једанаест парохија администрирају осталим парохијама у Мађарској.

## Манастири
1. Грабовац,
2. Српски Ковин.